# 山本由佳理
山本 由佳理（やまもと ゆかり、1981年5月31日 - ）は、日本のフィールドホッケー選手。

## 経歴・人物
島根県仁多郡奥出雲町出身。奥出雲町八川小学校、奥出雲町立横田中学校、島根県立横田高等学校を経て、東海学院大学を卒業する。2004年アテネオリンピック、2008年北京オリンピック、2012年ロンドンオリンピックに出場した。 
2018年現在、ソニーグローバルマニュファクチャリング&オペレーションズ所属。